# Lowell (wieś)
Lowell – wieś w Stanach Zjednoczonych, w stanie Wisconsin, w hrabstwie Dodge.